# 기호쿠정 (가고시마현)
기호쿠정(일본어: 輝北町)은 일본 가고시마현 오스미 반도 북서부에 있던 정으로 소오군에 속했다. 
2006년 1월 1일에 가노야시·기호쿠정·구시라정·아이라정과 신설합병해, 신 가노야시의 일부가 되었다.

## 지리
오스미 반도의 거의 북서쪽에 위치하고 있으며, 동서 11.0㎞, 남북 10.5㎞에 달한다. 해발 200 - 560m에 위치한다. 서쪽에는 다카쿠마 산지가 이어져 있고, 국도 504호가 남북으로 관통하고 있다.

## 역사
- 1889년 4월 1일 - 정촌제 시행에 수반해 기모쓰키군 모비키촌, 히가시소오군, 이치나리촌이 성립하였다.
- 1896년 - 히가시소오군 이치나리촌의 관할권이  소오군으로 변경되었다.
- 1956년 4월 1일  - 모비키촌, 이치나리촌이 합병해 기호쿠정이 성립하였다.
- 2006년 1월 1일 - 가노야시·구시라정·아이라정과 합병해 신 가노야시가 성립하였다.

## 교통

### 도로
- 가고시마현도 제504호선

## 참고 문헌
- 角川日本地名大辞典編纂委員会,『角川日本地名大辞典 鹿児島県』1983, 角川書店